# Longwood (Irlanda)
Longwood, históricamente llamado Moydervy (en irlandés: Maigh Dearmhaí), es un pueblo del suroeste del condado de Meath, Irlanda. Se encuentra a unos 15 km al sur de la ciudad de Trim, en la carretera regional R160. Se encuentra a unos 50 km de Dublín, junto a la carretera N4. En los primeros años del siglo XXI, la población de Longwood aumentó drásticamente, pasando de 480 habitantes en el censo de 2002 a 1.581 en el censo de 2016. El censo de 2016 indicó que el 65% de las viviendas del pueblo (317 de 488 hogares) se construyeron entre 2001 y 2010.

## Historia
El acueducto de Boyne, construido en el siglo XIX donde el canal cruza el río Boyne, se encuentra a unos 3 km del pueblo.

### Periodo medieval
Longwood está registrado como posesión del Hospital de Frailes Crucificados de San Juan Bautista, en Newtown Trim, en la disolución de los monasterios en 1540 Los jurados registraron que en Longwood alias Modarvy había un castillo, seis casas, 40 acres de tierra cultivable, 60 acres de pastos, pantano y sotobosque, valorados en 40 chelines esterlinos. En 1611-1612 Jacobo I concedió a Christopher Plunkett, caballero, un castillo, seis casas, 40 acres de tierra cultivable, 60 acres de pastos, pantano y sotobosque en Longwood, también llamado Mordervie o Moydervy. Esta concesión es coherente con la descripción de Longwood unos setenta años antes Tan importante para el desarrollo de Longwood es el hecho de que Jaime I también concedió una feria por patente en 1611 Sólo las ferias de Athboy, Duleek, Ballyboggan, Kells, Navan, Trim y Ratoath son más antiguas, unas dieciocho en Meath son posteriores en fecha de concesión. El mapa de la baronía de Down Survey de Moyfenrath esboza el townland de Longwood, pero no muestra ningún edificio o característica. El Civil Survey, sin embargo, menciona un castillo, un molino y un embalse, y que Longwood está en posesión de Nicholas Plunkett, católico, y presumiblemente descendiente de Christopher Plunkett mencionado anteriormente.
Edward Tyrrell, de Lynn County Westmeath, fue creado barón en 1680. Edward se casó con Eleanor Loftus, nieta de Sir James Ware, auditor general de Irlanda y famoso historiador. Su única hija, Catherine, se casó con Robert Edgeworth, de Longwood. Robert Edgeworth estuvo en posesión de Longwood desde la década de 1680, si no antes. Las propiedades de Edward Tyrrell, que fue alcanzado en 1688, fueron posteriormente restauradas a Robert Edgeworth de Longwood. Edgeworthstown en el condado de Longford también se asocia con esta familia y tal vez recibió más atención y patrocinio que Longwood.

### Desarrollo delsigloXIX
La ubicación de una feria en Longwood se deduce de su representación en el mapa de Larkin de 1812. En él aparecen viviendas a ambos lados de un prado triangular y una amplia carretera que sale del prado hacia el este. Carlisle confirma la función de parque de atracciones en 1810: "Las ferias se celebran el 1 de julio, el martes de Pentecostés, el 12 de julio y el 11 de diciembre". La población de Longwood era de 398 habitantes en 1813, descendiendo a 300 en 1821. Esto sugiere una población de trabajadores agrícolas en Longwood a principios del siglo XIX, una demanda de sus habilidades tras el fin de las hostilidades entre Inglaterra y Francia; sin embargo, en 1837 la población, según Lewis, había aumentado de nuevo a 425 almas, ocupando 83 casas.
El mapa OS de la primera edición de 1837 muestra una serie de casas alrededor de la zona verde triangular, la mayoría en los lados oeste y sur, sin parcelas ajardinadas en la parte trasera. Esto sugiere un número de cabañas, hecho confirmado por la gran cantidad de viviendas de 4ª clase registradas en Longwood en 1843. El 69% de las viviendas de Longwood consistían en conglomerados de cabañas de adobe habitadas por trabajadores agrícolas y rurales. Lugares como Stamullen (73%) y Bohermeen (67%), en comparación, no iban mejor. A lo largo del lado sur de la calle que conduce a la zona verde había viviendas más sustanciosas; las parcelas formales situadas detrás de estas casas así lo indican. En 1837, la comisaría de policía estaba situada en el extremo este del pueblo, en el cruce de la carretera de Trim a Enfield con el pueblo. Escondida en la esquina opuesta se encontraba la iglesia católica, bien apartada de la calle y con una inusual planta en forma de L. Lewis describió esta iglesia como "un gran edificio sencillo". En 1824 había dos escuelas en Longwood (una está indicada en el mapa OS 1ed, al norte de la comisaría de policía). Las de Longwood se impartían en casas de paja con paredes de barro y a ellas asistían 79 católicos y 10 protestantes en 1824.
La iglesia católica actual se construyó en 1841 y se ha renovado varias veces desde entonces. A diferencia del edificio anterior, da a la carretera, detrás de una verja, en dirección noreste-suroeste. Construida en estilo gótico tardío, el campanario occidental está tratado como un contrafuerte.
La antigua casa parroquial data de 1845 o fue remodelada en esa fecha, cuando el párroco arrendó la propiedad a los Edgeworth. Tiene tres crujías y dos plantas, con un porche central avanzado de dos crujías. Está revocada y rodeada de ventanas. La piedra caliza o el estuco pintado en las estribaciones son características de otras casas importantes de dos plantas y tejado a cuatro aguas del pueblo.

## Servicios
Longwood cuenta con una escuela primaria y otra de segundo nivel. Entre su antigua escuela primaria y la estación de la Garda Síochána hay un parque de atracciones. El pueblo cuenta con 3 tiendas de comestibles, una oficina de correos y 4 bares.
En los últimos años, el club GAA ha mejorado sus instalaciones, que ahora incluyen un bar, un salón de actos y un campo iluminado. También en Longwood hay una tienda de antigüedades, astilladora, peluquería, agentes de noticias, Spar, comida china para llevar, directores de funerarias, ferretería parte de Johnny Dargans Public House y una tienda de repuestos de moto. También hay un grupo Scout en Longwood, el 17 Meath Longwood Scout Group que opera fuera de la sala de la Comunidad.

## Características
Una de sus principales características es una amplia calle principal. En julio de 2008, el Consejo del Condado de Meath colocó marcas viales en Longwood que incluían plazas de aparcamiento designadas. En las proximidades del pueblo se encuentra el río Blackwater y un poco más lejos el río Boyne y el Royal Canal.

## Personas famosas
- Eamonn Duggan, miembro de la delegación irlandesa que firmó el Tratado Angloirlandés en 1921 y Ministro de Interior del Gobierno Provisional formado tras el Tratado.
- Thomas Allen, miembro de los Voluntarios Irlandeses que luchó y murió en el Alzamiento de Pascua de 1916.
- Pat Giles, antiguo miembro del IRB, político y antiguo TD
- Reverendo John Kyne, antiguo obispo de Meath.
- Noel Dempsey, T.D. y el ministro del gobierno [F.F.] Lionsden, Longwood.